# Campionati russi di ski cross 2021
I Campionati russi di ski cross 2021 si sono svolti a Miass il 1º aprile. Il programma ha incluso sia la gara femminile che la gara maschile. 
Trattandosi di competizioni valide anche ai fini del punteggio FIS, vi hanno partecipato anche sciatori di altre federazioni, senza che questo consentisse loro di concorrere al titolo nazionale russa.

## Risultati

### Uomini
| Pos. | Atleta           | Nazione |
| ---- | ---------------- | ------- |
| 1    | Artem Nabiulin   | Russia  |
| 2    | Sergej Ridzik    | Russia  |
| 3    | Maxim Vikhrov    | Russia  |
| 4    | Vladimir Shmyrov | Russia  |

### Donne
| Pos. | Atleta              | Nazione |
| ---- | ------------------- | ------- |
| 1    | Darya Melchakova    | Russia  |
| 2    | Ekaterina Maltseva  | Russia  |
| 3    | Polina Ryabova      | Russia  |
| 4    | Ekaterina Stepanetc | Russia  |